# Герб Иркутской области

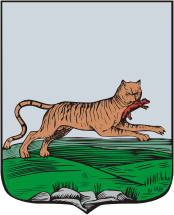
Герб города Иркутска стал впоследствии гербом губернии

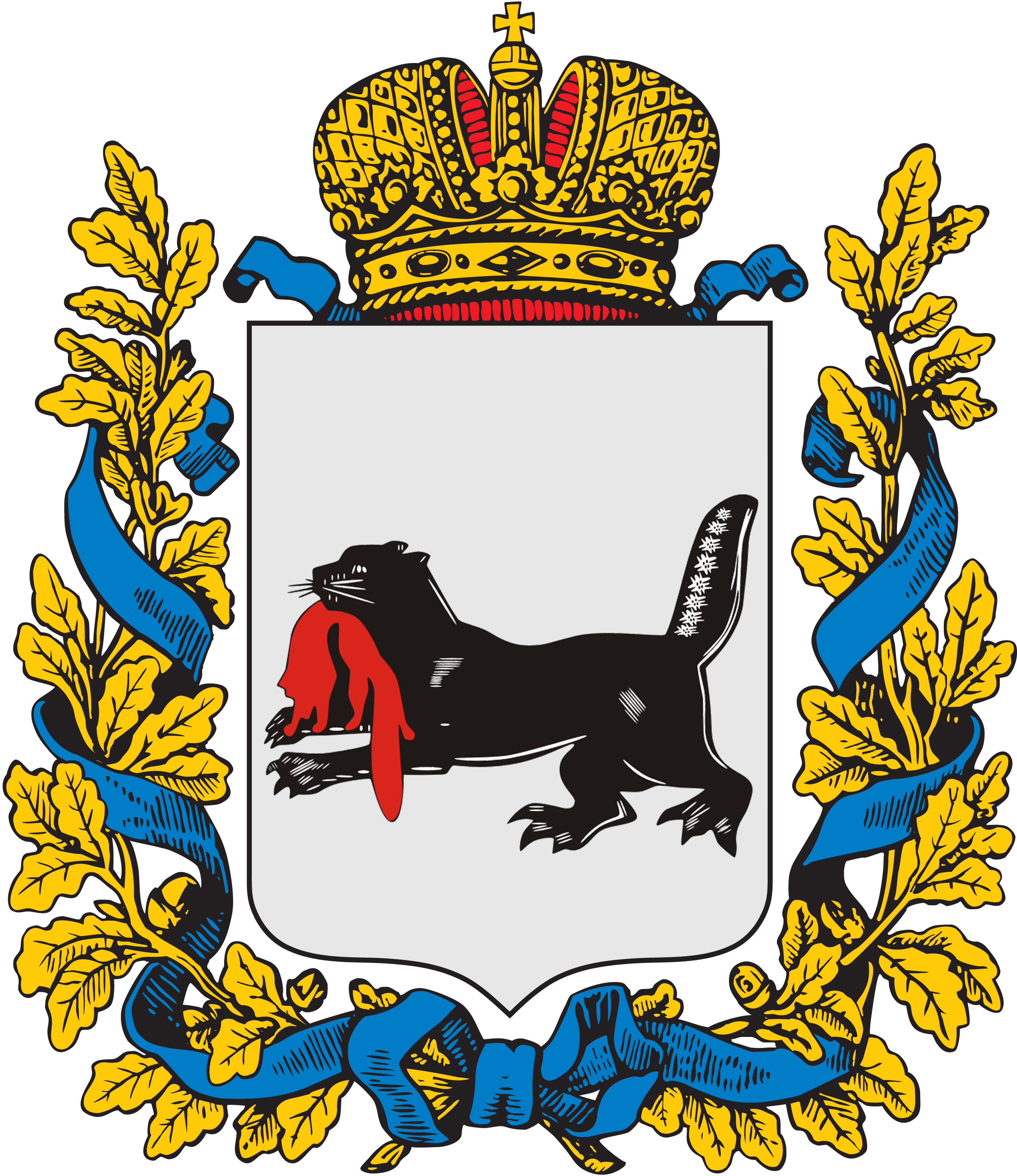
Губернский герб в имперский период

Герб Иркутской области является символом Иркутской области, принят 16 июля 1997 года.

## Описание
Герб Иркутской области представляет собой изображение щита, с изображением бабра. Геральдическое описание герба гласит: «В серебряном поле чёрный бабр с червлёными глазами, держащий в пасти червлёного соболя».
Геральдические цвета герба означают:
- серебряный — правдивость, невинность, чистоту;
- чёрный — благоразумие, смирение, печаль;
- червлёный — храбрость, мужество, неустрашимость.

## История

Герб Усть-Ордынского Бурятского автономного округа (1997 год)

Герб был пожалован Иркутску 18 февраля 1690 года. Изначально на нём был изображён бегущий тигр, имеющий естественную окраску, держащий во рту червлёного соболя. Щит герба обрамлялся золотыми дубовыми листьями, соединёнными андреевской лентой лазуревого цвета, а сверху его венчала императорская корона.
Позднее городской герб стал губернским, в связи с чем, в 1857 году проводились работы по приведению его в соответствие с правилами, во время которых старый герб претерпел досадные изменения: малоизвестное сибирское слово «бабр» (тигр) заменили на «бобр». В результате, на щите появился неведомый вымышленный зверь: чёрный, похожий на бобра, с перепончатыми лапами и толстым хвостом, но с кошачьей мордой и хищник.
Разработка нынешнего варианта герба области велась с 1995 по 1997 годы. Тогда было принято решение об удалении с герба изображения императорской короны и обрамляющего герб венка с лентой. Принятый тогда областной закон действовал до 2011 года, когда был принят закон, где приводилось обновлённое описание того же герба и устанавливался порядок официального и неофициального его применения.
Изображение герба и его описание хранятся в областном краеведческом музее и доступны для всеобщего ознакомления.